# Ansoáin
Ansoáin en espagnol ou Antsoain en basque est une ville et une municipalité de la communauté forale de Navarre, dans le Nord de l'Espagne.
Elle est située dans la zone mixte. Elle devient municipalité indépendante en s'écartant du conseil portant son nom par décret foral 87/1991, le 14 mars et publié dans le BON 34/1991.
Le nombre d'habitants en 2020 était de 10 836.

## Situation socio-linguistique
La langue majoritaire de la population est l'espagnol. En 2011, le pourcentage de bascophone était de 15,3 %. La municipalité est située dans la zone linguistique mixte depuis 1986, où certains services comme l'éducation et l'administration sont en espagnol et en basque. Quant à l'évolution de la langue basque dans cette zone, de 1991 à 2018, le poids relatif des bascophones dans la société navarraise n'a cessé d'augmenter, passant de 5,2 % à 12,4 % (de 9,5 % à 14,1 % pour l'ensemble de la Navarre).
Selon les cartes linguistiques historiques, dans la région d'Antsoain , le basque était la langue d'usage depuis plusieurs siècles, mais vers la fin du XIXe siècle (1863), elle fut progressivement remplacée par l'espagnol.

## Administration
| 2007-2011 | Antonio Gila Gila    | PSN |
| 2003-2007 | Alfredo García López | PSN |
| 1999-2003 | Alfredo García López | PSN |
| 1995-1999 | Alfredo García López | PSN |
| 1991-1995 | Alfredo García López | PSN |

## Démographie
Ansoain est au 9e rang des municipalités de Navarre en nombre d'habitants, après la capitale, Pampelune (200 000 hab.), Tudela (32 000 hab.), Barañáin (21 000 hab.), Burlada (18 000 hab.), Zizur Mayor (14 300 hab.), Estella (13800 hab.), Tafalla (11 500 hab.), Villava (11 000 hab.) et Ansoáin (9 900 hab.)
| Évolution démographique                                 | Évolution démographique | Évolution démographique | Évolution démographique | Évolution démographique | Évolution démographique | Évolution démographique | Évolution démographique | Évolution démographique | Évolution démographique | Évolution démographique |
| 1996                                                    | 1998                    | 1999                    | 2000                    | 2001                    | 2002                    | 2003                    | 2004                    | 2005                    | 2006                    | 2007                    |
| ------------------------------------------------------- | ----------------------- | ----------------------- | ----------------------- | ----------------------- | ----------------------- | ----------------------- | ----------------------- | ----------------------- | ----------------------- | ----------------------- |
| 5 396                                                   | 6 027                   | 6 479                   | 7 133                   | 7 656                   | 8 175                   | 8 854                   | 9 526                   | 9 862                   | 9 952                   | 10 088                  |
| Sources: Ansoáin et instituto de estadística de navarra |                         |                         |                         |                         |                         |                         |                         |                         |                         |                         |

## Transports en commun
Les lignes  3 7 11 21 de Eskualdeko Hiri Garraioa desservent Antsoain.

### Sources
- (es) Cet article est partiellement ou en totalité issu de l’article de Wikipédia en espagnol intitulé « Ansoáin » (voir la liste des auteurs).